# 侵略者
『侵略者』（しんりゃくしゃ、Attila）は1954年のイタリアの映画。出演はアンソニー・クインやソフィア・ローレンなど。VHS邦題は『侵略王アッチラ』。

## キャスト
| 役名                    | 俳優                   | 日本語吹替   | 日本語吹替 |
| 役名                    | 俳優                   | フジテレビ版 | 東京12ch版 |
| ----------------------- | ---------------------- | ------------ | ---------- |
| アッチラ                | アンソニー・クイン     | 小林清志     | 小林昭二   |
| オノリア                | ソフィア・ローレン     | 藤波京子     | 此島愛子   |
| エツィオ                | アンリ・ヴィダル       | 宮部昭夫     | 中田浩二   |
| ウァレンティニアヌス3世 | クロード・ライドゥ     | 前田昌明     |            |
| オネゲシウス            | エドュアルド・シャネリ |              |            |
| グリューネ              | イレーネ・パパス       | 成田光子     |            |
| ガッラ・プラキディア    | コレット・レジー       |              |            |
| ブレーダ                | エットレ・マンニ       |              |            |

- フジテレビ版：初回放送1965年1月4日『テレビ名画座』15:00-16:45
- 東京12ch版：初回放送1971年4月6日『火曜ロードショー』21:00-22:26

## スタッフ
- 監督：ピエトロ・フランチーシ
- 製作：ディノ・デ・ラウレンティス、カルロ・ポンティ
- 脚本：エンニオ・デ・コンチーニ、プリーモ・ゼーリオ
- 撮影：アルド・トンティ
- 編集：レオ・カトッツォ
- 音楽：エンツォ・マゼッティ